# فهرست قنات‌های شهرستان زرندیه
جدول زیر بر اساس آمار وزارت جهاد کشاورزیتهیه شده‌است. فهرست زیر قنات‌های شهرستان زرندیه در استان مرکزی را نشان می‌دهد.
| نام قنات           | موقعیت                   | نزدیک‌ترین روستا | طول قنات (متر) | تعداد میله چاه | عمق مادر چاه | دبی (لیتر بر ثانیه) | سطح زیر کشت (هکتار) |
| ------------------ | ------------------------ | --------------- | -------------- | -------------- | ------------ | ------------------- | ------------------- |
| آق قلعه            | بخش خرقان شهرستان زرندیه | عباس‌آباد        | ۰              | ۱۰             | ۰            | ۱۵                  | ۱۰۰                 |
| ازناتندکهنه        | بخش خرقان شهرستان زرندیه | رازقان          | ۰              | ۲۰             | ۰            | ۳۵                  | ۱۰۰                 |
| اشاقا تد           | بخش خرقان شهرستان زرندیه | برهموم          | ۰              | ۱۵             | ۰            | ۳                   | ۱۰                  |
| افتابرو            | بخش خرقان شهرستان زرندیه | افتابرو         | ۰              | ۲۷             | ۰            | ۵                   | ۰                   |
| الانکو             | بخش خرقان شهرستان زرندیه | عباس‌آباد        | ۰              | ۵              | ۰            | ۵                   | ۲۵                  |
| ایت بولاغی         | بخش خرقان شهرستان زرندیه | محمودآباد       | ۰              | ۶              | ۰            | ۳                   | ۲                   |
| باقرآباد           | بخش خرقان شهرستان زرندیه | بلونید          | ۰              | ۳۲             | ۰            | ۱۰                  | ۱۰                  |
| باقربلاغی          | بخش خرقان شهرستان زرندیه | الویر           | ۰              | ۶              | ۰            | ۰٫۵                 | ۰                   |
| برگاه              | بخش خرقان شهرستان زرندیه | بلوامیر         | ۰              | ۱۵             | ۰            | ۰٫۵                 | ۰                   |
| بیانلو             | بخش خرقان شهرستان زرندیه | بیانلو          | ۰              | ۵              | ۰            | ۱                   | ۵                   |
| خوارزمی            | بخش خرقان شهرستان زرندیه | اجان            | ۰              | ۴۵             | ۰            | ۴                   | ۵۰                  |
| دده کل             | بخش خرقان شهرستان زرندیه | ویدیر           | ۰              | ۳۰             | ۰            | ۳۰                  | ۱۰۰                 |
| دهنه شهد           | بخش خرقان شهرستان زرندیه | ویدر            | ۰              | ۱۰             | ۰            | ۱۰                  | ۵۰                  |
| سیاه درتید         | بخش خرقان شهرستان زرندیه | رازقان          | ۰              | ۰              | ۰            | ۴                   | ۳۰                  |
| سیاه کمرپایین بالا | بخش خرقان شهرستان زرندیه | رازقان          | ۰              | ۱۲             | ۰            | ۵                   | ۵۰                  |
| شوندول             | بخش خرقان شهرستان زرندیه | بلوتید          | ۰              | ۲۵             | ۰            | ۲                   | ۵                   |
| عباس‌آباد           | بخش خرقان شهرستان زرندیه | ویدر            | ۰              | ۸              | ۰            | ۴                   | ۱۰                  |
| علی قوره           | بخش خرقان شهرستان زرندیه | رازقان          | ۰              | ۱۵             | ۰            | ۴                   | ۱۰                  |
| علی قوره بالا      | بخش خرقان شهرستان زرندیه | رازقان          | ۰              | ۶              | ۰            | ۴                   | ۱۲                  |
| قارقار             | بخش خرقان شهرستان زرندیه | رازقان          | ۰              | ۹              | ۰            | ۲۰                  | ۵۰                  |
| قاره دره           | بخش خرقان شهرستان زرندیه | بلوتید          | ۰              | ۸              | ۰            | ۰٫۳۰۰۰۰۰۰۱۱۹۲۰۹۲۹   | ۵                   |
| قرینه              | بخش خرقان شهرستان زرندیه | برهموم          | ۰              | ۳              | ۰            | ۰                   | ۱۰                  |
| قزاقاجلو           | بخش خرقان شهرستان زرندیه | بیانلو          | ۰              | ۵              | ۰            | ۲                   | ۰                   |
| قصبه الویر         | بخش خرقان شهرستان زرندیه | الویر           | ۰              | ۶۰             | ۰            | ۳۲                  | ۸۰                  |
| مزمنخاک            | بخش خرقان شهرستان زرندیه | ویدیر           | ۰              | ۳۰             | ۰            | ۱۰                  | ۵۰                  |
| موسی‌آباد           | بخش خرقان شهرستان زرندیه | چیسیان          | ۰              | ۳۰             | ۰            | ۶                   | ۵                   |
| میرزاقلی کهریز     | بخش خرقان شهرستان زرندیه | ازنیران         | ۰              | ۶              | ۰            | ۱۰                  | ۶۰                  |
| نیازآباد           | بخش خرقان شهرستان زرندیه | برهموم          | ۰              | ۱۵             | ۰            | ۲                   | ۸                   |
| چنار               | بخش خرقان شهرستان زرندیه | ازیزان          | ۰              | ۵              | ۰            | ۱                   | ۱۲                  |
| چکندره             | بخش خرقان شهرستان زرندیه | عباس‌آباد        | ۰              | ۹              | ۰            | ۱                   | ۲۰                  |
| کالانا             | بخش خرقان شهرستان زرندیه | رازقان          | ۰              | ۷              | ۰            | ۴                   | ۷                   |
| کره                | بخش خرقان شهرستان زرندیه | رازقان          | ۰              | ۱۹             | ۰            | ۵                   | ۴۰                  |
| کن                 | بخش خرقان شهرستان زرندیه | بیانلو          | ۰              | ۱۲             | ۰            | ۱                   | ۵                   |
| کهریزچای           | بخش خرقان شهرستان زرندیه | چیسیان          | ۰              | ۵۰             | ۰            | ۱۰                  | ۵۰                  |
| کهک                | بخش خرقان شهرستان زرندیه | رازقان          | ۰              | ۲۲             | ۰            | ۰                   | ۰                   |
| کیکان              | بخش خرقان شهرستان زرندیه | دسحق            | ۰              | ۲۰             | ۰            | ۱۵                  | ۱۰۰                 |
| گالک               | بخش خرقان شهرستان زرندیه | بلوتید          | ۰              | ۱۵             | ۰            | ۱٫۵                 | ۱۲                  |
| گل خاتون           | بخش خرقان شهرستان زرندیه | بلوامیر         | ۰              | ۸              | ۰            | ۰٫۲۰۰۰۰۰۰۰۲۹۸۰۲۳۲   | ۰                   |
| گل چشمه            | بخش خرقان شهرستان زرندیه | چلسبان          | ۰              | ۱۰             | ۰            | ۳                   | ۴۰                  |
| ینگه کهریز         | بخش خرقان شهرستان زرندیه | دسحق            | ۰              | ۲۵             | ۰            | ۱۷                  | ۱۰۰                 |
| یوسف خلج           | بخش خرقان شهرستان زرندیه | رازقان          | ۰              | ۳              | ۰            | ۱۳                  | ۱۷                  |